# 史蒂文·霍尔库姆
史蒂文·霍尔库姆（英語：Steven Holcomb，1980年4月14日—2017年5月6日），美国男子雪车运动员。他曾代表美国参加2006年、2010年和2014年冬季奥林匹克运动会雪车比赛，获得一枚金牌和二枚银牌。